# Sarapat
Sarapat (en arménien Սարապատ) est une communauté rurale du marz de Shirak en Arménie. En 2008, elle compte 119 habitants.